# 津州
津州（しんしゅう）は、中国にかつて存在した州。現在の湖北省宜都市一帯に設置された。
南北朝時代、北周により設置された江州を前身とする。598年（開皇18年）、隋代により津州と改称された。605年（大業元年）に廃止され、その管轄区域は亭州に移管された。

## 下部行政区画
- 宜都郡
  - 夷道県